# .bt
.bt là tên miền Internet quốc gia (ccTLD) dành cho Bhutan. Nó được quản lý bởi Bộ Giao thông Bhutan. Vào ngày 7 tháng 11 năm 2005, có tổng cộng 84 tên miền được đăng ký dưới tên miền quốc gia này.